# Rudgea poeppigii
Rudgea poeppigii là một loài thực vật có hoa trong họ Thiến thảo. Loài này được K.Schum. ex Standl. miêu tả khoa học đầu tiên năm 1936.